# Linda Riedmann
Linda Riedmann (Karbach, 23 maart 2003) is een Duitse wielrenster die vanaf 2022 rijdt voor Team Jumbo-Visma.
In 2020 werd Riedmann nationaal kampioene op de weg bij de junioren. In dat jaar werd ze derde in de slotrit en won ze de bolletjestrui in de Watersley Ladies Challenge voor junioren onder 19 jaar.
In 2021 won ze beide etappes en het eindklassement van de Tour du Gévaudan Occitanie en won ze de slotrit van de Watersley Ladies Challenge. In juni prolongeerde ze haar nationale titel op de weg en in september werd zij in Trente Europees kampioene bij de wegrace van de junioren.

## Palmares

### Overwinningen
2020
 Duits kampioene op de weg, junioren
Bergklassement Watersley Ladies Challenge
2021
 Europees kampioene op de weg, junioren
 Duits kampioene op de weg, junioren
1e en 2e etappe Tour du Gévaudan Occitanie
Eindklassement Tour du Gévaudan Occitanie
3e etappe Watersley Ladies Challenge
 WK op de weg, junioren
2025
 Duits kampioene op de weg, beloften

#### Resultaten in voornaamste wedstrijden
| Jaar | Ronde van Italië | Ronde van Frankrijk | Ronde van Spanje |
| ---- | ---------------- | ------------------- | ---------------- |
| 2022 |                  |                     | 78e              |
| 2023 | 86e              |                     |                  |
| 2024 |                  |                     |                  |
| 2025 |                  |                     |                  |

| Jaar | Gent-Wevelgem | Ronde van Vlaanderen | Parijs-Roubaix |  | WK op de weg |
| ---- | ------------- | -------------------- | -------------- |  | ------------ |
| 2022 |               |                      | buit.tijd      |  |              |
| 2023 |               |                      | buit.tijd      |  | 44e          |
| 2024 | 12e           | 70e                  |                |  | opgave       |
| 2025 | opgave        | 73e                  | buit.tijd      |  |              |

#### Resultaten in overige rondes
| Jaar | Tour Down Under | Wielerweek van Valencia | Ronde van het Baskenland | Ronde van Thüringen | Ronde van Zwitserland | Ronde van Scandinavië |
| ---- | --------------- | ----------------------- | ------------------------ | ------------------- | --------------------- | --------------------- |
| 2022 |                 | 81e                     |                          | 28e                 | 41e                   | 57e                   |
| 2023 |                 |                         | 48e                      | 30e                 |                       |                       |
| 2024 | 52e             |                         |                          |                     |                       |                       |

## Ploegen
- 2022 –  Jumbo-Visma
- 2023 –  Jumbo-Visma
- 2024 –  Visma-Lease a Bike
- 2025 –  Visma-Lease a Bike

Achtereekte · Beekhuis · van den Bos · Henderson · Kasper · Koster · Kraak · Labecki · Markus · Riedmann · Rüegg · Soet · Swinkels · Vos
Achtereekte · van Agt · Beekhuis · Cadzow · van Empel · Henderson · Kraak · Labecki · Markus · Oudeman · Reijnhout · Riedmann · Rüegg · Swinkels · Veenhoven · Vos
Achtereekte · van Agt · von Berswordt · van Empel · Geurts · Henderson · Markus · Nooijen · Oudeman · Reijnhout · Riedmann · Veenhoven · Vigié · Vos · de Vries (vanaf 4/6) · Wolff (stage vanaf 7/9)
Achtereekte · van Agt · von Berswordt · Bunel · Chladoňová · van Empel · Ferrand-Prévot · Fidanza · Geurts · Nooijen · Oudeman · Reijnhout · Riedmann · Veenhoven · Vigié · Vos · de Vries · Wolff